# РК Слога Добој
Рукометни клуб Слога је рукометни клуб из Добоја, Република Српска, Босна и Херцеговина. Тренутно се такмичи у Премијер лиги БиХ. Боје клуба су црвена и бела. Домаће утакмице игра у дворани Средњошколског центра Добој.

## Историја
Клуб је основан 1958. године. Неколико пута је мењао име, па се звао Партизан, Жељезничар и Добојиндекс, док од 1972. носи данашње име Слога.
Слога се у Прву савезну лигу Југославије пласирала 1980. године и у њој је играла све до 1991. године. Највећи успех у домаћим такмичењима у периоду бивше Југославије је било финале Купа Југославије 1983, када је поражена од шабачке Металопластике. Пласманом у финале Купа Слога је такође изборила учешће у Купу победника купова у сезони 1983/84, када је успела да стигне до финала, али је тамо поражена од шпанске Барселоне са 24:21.
Након распада Југославије Слога је са такмичењем наставила у Премијер лиги Босне и Херцеговине. Године 2005. и 2006. освојила је прве трофеје у Купу БиХ. Иако је Слога дуги низ година била у самом врху босанскохерцеговачког рукомета, тек је 2012. успела да освоји своју прву титулу у Премијер лиги БиХ. Слога је као првак БиХ по први пут играла и квалификације за Лигу шампиона, али је на квалификационом турниру у Београду елиминисана забележивши по победу и пораз и з 2 меча.

## Успеси

### Национална такмичења
- Национално првенство - 1
  - Прва савезна лига Југославије:
    - Треће место (1): 1981/82.

  - Премијер лига Босне и Херцеговине:
    - Првак (1): 2011/12.
    - Други (1): 2012/13.
    - Трећи (7): 2002/03, 2003/04, 2004/05, 2005/06, 2006/07, 2009/10, 2020/21.
- Национални куп - 2
  - Куп Југославије:
    - Финалиста (1): 1982/83.

  - Куп Босне и Херцеговине :
    - Освајач (2) : 2004/05, 2005/06.
    - Финалиста (2): 2002/03, 2008/09.

  - Куп Републике Српске :
    - Освајач (6) : 2003, 2004, 2011, 2016, 2019, 2021.
    - Финалиста (4): 2013, 2018, 2020, 2022

### Међународни
- Куп победника купова:
  - Финалиста (1): 1983/84.
- СЕХА Лига:
  - Групна фаза (1): 2012/13.
- Трофеј Добоја
  - Освајач (1): 1987.

## Бивши играчи
{{Columns-list|5|
- Ђорђе "Ђоко" Лаврнић
- Радован Башовић
- Душан Дробац
- Горан Малиновић
- Нијаз Халваџија
- Слободан Мишковић
- Мухамед Софић
- Марио Келентрић
- Драго Јововић
- Игор Пијетловић
- Миланко Савчић
- Данијел Шарић
- Дражан Стевановић
- Златко Радомировић
- Немања Керезовић
- Жељко Ђурђић
- Јасмин Ункић
- Горан Стојић
- Мухамед Мемић
- Емир Јунузовић
- Реуф Јакуповић
- Фахрудин Капетановић
- Александар Шкорић
- Шандор Ходик
- Миодраг Вујадиновић
- Мане Лаврнић
- Аднан Јашкић
- Далибор Савичић
- Предраг Хаџистевић
- Драго Матијевић
- Раде Ђурић
- Владислав Веселинов
- Миљан Станић
- Зоран Докић
- Марио Галијот
- Авдо Хаџијусуфовић
- Бранислав Живанић
- Анте Балић
- Данило Недовић
- Небојша Ђокић
- Сретен Живковић
- Бранко Стојнић
- Синиша Крајишник
- Александар Ристић
- Самир Маглајац
- Фахрудин Старчевић
- Харис Халиловић
- Вукашин Стојановић
- Дејан Добарџијев
- Љубомир Филиповић
- Дане Благовчанин
- Сакиб Омеровић
- Владимир Грбић
- Драго Сувајац
- Драгомир Чачић
- Јаков Топић
- Жељко Катавић
- Ален Петковић
- Милан Кузман
- Драган Дејановић
- Драгољуб Недић
- Дарко Старчевић
- Александар Миличевић
- Фикрет Башић
- Владимир Петров
- Мирко Лукић
- Бранко Мишановић
- Милан Ковачевић
- Златко Шљука
- Дејан Пеулић
- Андреј Терновој
- Горан Сутон
- Емир Шахиновић
- Славен Максимовић
- Радомир Голић
- Дражен Стојановић
- Александар Ковачевић
- Бранимир Милкић
- Огњен Дамјановић
- Зоран Павловић
- Горан Лазендић
- Дражен Ђурђић
- Горан Алексић
- Ведран Андрић
- Александар Продановић
- Александар Кнежевић
- Витомир Калић
- Зоран Михаиловић
- Дарко Прешић
- Синиша Попадић
- Амел Кочић
- Марио Ђекановић
- Зоран Стјепановић
- Вукашин Зекић
- Фарук Вражалић
- Митар Накић
- Горан Каленић
- Игор Тоскоски
- Ненад Тасић
- Младен Радуловић
- Никола Говорко
- Ђорђе Пајић
- Иван Дистол
- Сергеј Павловић
- Тарик Међић
- Горан Кокић
- Велибор Пухало
- Мирко Марчета
- Зоран Рељић
- Бојан Стојановић
- Бернард Мандарић
- Валентин Анисимов
- Сувад Жепчан
- Рајан Павловић
- Миодраг Александровић
- Дејан Љубичић
- Војислав Рађа
- Бакир Буљугија
- Горан Живковић
- Синиша Павловић
- Бобан Миковић
- Ратко Вујовић
- Горан Биљака
- Небојша Нешковић
- Чедо Жигић
- Игор Ђурић
- Немања Ристић
- Зоран Зубак
- Дарко Радић
- Анте Кукрика
- Дејан Ђурић
- Владимир Шарчевић
- Амир Чакић
- Радуле Радуловић
- Данко Панић
- Енсад Шуњ
- Никола Докић
- Фарук Хелић
- Борислав Станковић
- Фарук Халилбеговић
- Горан Дамњановић
- Исмир Бркић
- Дарко Црквењаш
- Милош Пешић
- Драго Матијевић
- Здравко Стевановић
- Горан Андријашевић
- Драган Старчевић
- Милош Митровић
- Неџад Ферзан
- Мујидин Бешлагић
- Дарко Илић
- Синиша Симић
- Ненад Јозић
- Амар Мемишевић
- Горан Тодосић
- Драган Радојчић
- Ален Бјелобрковић
- Саша Маџаревић
- Ајдин Буква
- Владимир Бојиновић
- Данило Станојевић
- Милан Вулиновић
- Срђан Гаврић
- Пеђа Дејановић
- Милош Докић
- Аднан Шабановић
- Александар Дугић
- Небојша Бојић
- Александар Бељић
- Милан Павлов
- Дејан Проле
- Данијел Вукићевић
- Милан Вулиновић
- Велибор Мањић
- Немања Зекић
- Срђан Павловић
- Борис Босић
- Момчило Мандић
- Владимир Антоновић
- Стефан Јанковић
- Владимир Станковић
- Горан Ристовић
- Марко Перовић
- Славен Шијаковић
- Никола Кнежевић
- Артем Јунин
- Хасо Чосић
- Арсеније Бубић
- Миљан Ивановић
- Дамир Ефендић
- Горан Шаренац
- Александар Милојевић
- Богдан Николић
- Лука Карановић
- Никола Перовић
- Саша Лукић
- Глеб Чернов
- Милош Трифуновић
- Радован Уљаревић
- Филип Марковић
- Рашит Кајумов
- Срђан Лугоња
- Мирко Дамјановић
- Давор Савичић
- Никола Анђелић
- Семир Звекић
- Божидар Лековић
- Ђорђе Босић
- Един Синановић
- Стеван Ољача
- Амар Агић
- Горан Бибић
- Славиша Ђурић
- Предраг Радојчић
- Тарик Алибеговић
- Срђан Максимовић
- Милош Кнежевић
- Радомир Стојановић
- Давид Престаш
- Горан Лазаревић
- Дејан Бижић
- Немања Пештић
- Дино Мехиновић
- Владан Ђурђевић
- Данило Ристић
- Дарио Ђенадија
- Хасан Икановић
- Марко Недић
- Станко Станковић
- Душан Миличевић
- Владимир Катичић
- Данијел Ристић
- Нешко Симић
- Петар Тришић
- Матео Матић
- Стефан Петковић
- Душан Митровић
- Немања Босић
- Слободан Симић
- Лука Лазић
- Никола Илић
- Славиша Јањушић
- Богдан Пештић
- Немања Радић
- Емир Мујкановић
- Игор Накић
- Никола Лазић
- Рајко Маричић
- Данијел Пејић
- Владо Драганић
- Јован Тодоровић
- Борко Вјештица
- Алекса Илић
- Лука Ђорђевић
- Милан Ђурђевић
- Бојан Петрушић
- Милош Максимовић
- Никола Ђурић
- Михаило Ристић
- Сергеј Крајишник
- Алекса Старчевић
- Огњен Максимовић
- Никола Саука
- Маринко Благојевић

## Познати тренери
- Војислав Малешевић
- Слободан Мишковић
- Ђорђе "Ђоко" Лаврнић
- Јосип Главаш
- Војислав Рађа
- Миланко Савчић
- Бранислав Живанић
- Александар Дугић
- Зоран Докић
- Горан Стојић
- Јасмин Ункић
- Милорад Грачанин
- Данко Панић
- Дејан Василић
- Марио Келентрић
- Игор Пијетловић
- Емир Јунузовић
- Здравко Стевановић